# فيليب لورانس
فيليب لورانس (بالإنجليزية: Philip Lawrence)‏ هو مغني وكاتب أغاني أمريكي، ولد في 17 يوليو 1980 في إيفانسفيل في الولايات المتحدة.

## وصلات خارجية
- فيليب لورانس على موقع IMDb (الإنجليزية)
- فيليب لورانس على موقع ميوزك برينز (الإنجليزية)
- فيليب لورانس على موقع أول ميوزيك (الإنجليزية)
- فيليب لورانس على موقع ديسكوغز (الإنجليزية)
- فيليب لورانس على موقع قاعدة بيانات الفيلم (الإنجليزية)